# Сан Ценон (Белуно)
Сан Ценон (итал. San Zenon) је насеље у Италији у округу Белуно, региону Венето.
Према процени из 2011. у насељу је живело 170 становника. Насеље се налази на надморској висини од 434 м.